# سیارک ۲۱۸۵۶
سیارک ۲۱۸۵۶ (به انگلیسی: 21856 Heathermaria، نامگذاری:1999TR150) بیست و یک هزار و هشتصد و پنجاه و ششمین سیارک کشف شده‌است که در ۷ اکتبر ۱۹۹۹ کشف شد.
قدر مطلق سیارک برابر ۱۰.۲ است.